# Smolné Pece
Smolné Pece – wieś i gmina w Czechach, w powiecie Karlowe Wary, w kraju karlowarski. Według danych z dnia 1 stycznia 2013 liczyła 140 mieszkańców.